# Síndrome inflamatòria multisistèmica pediàtrica
La síndrome inflamatòria multisistèmica pediàtrica (en anglès, paediatric multisystem inflammatory syndrome, PMIS) és una inflamació sistèmica, que implica febre persistent, inflamació i disfunció d'òrgans, que se suposa que està associada a la COVID-19. La condició pot coincidir amb alguns o tots els criteris de diagnòstic de la malaltia de Kawasaki. També pot compartir característiques clíniques amb altres malalties inflamatòries pediàtriques, com ara la síndrome de xoc tòxic (TSS), sèpsia bacteriana i la síndrome d'activació dels macròfags.
A més de la febre persistent, és freqüent la pressió arterial baixa. Sovint es necessita oxigen suplementari. Altres símptomes possibles poden incloure dolor abdominal agut, confusió mental, conjuntivitis, tos i símptomes respiratoris, diarrea, mal de cap, ganglis limfàtics inflamats, canvis de la membrana mucosa, erupcions cutànies, mal de gola, mans i peus inflats, desmais i vòmits. Les troballes cardiològiques poden incloure característiques clíniques de miocarditis, pericarditis, valvulitis o anormalitats de les artèries coronàries, com la dilatació.
Actualment existeix informació limitada sobre epidemiologia, factors de risc, patogènesi i curs clínic.
Diverses organitzacions sanitàries importants han emès declaracions sobre aquesta condició emergent (amb diversos noms). En particular:
- L'Organització Mundial de la Salut (OMS) ha publicat una definició preliminar del cas per al diagnòstic del «trastorn inflamatori multisistemàtic en nens i adolescents» (vegeu més avall), i ha establert eines per a la notificació estàndard dels casos.[3]
- El Reial Col·legi de Pediatria i Salut Infantil (RCPCH) del Regne Unit ha emès orientacions sobre diagnòstic i gestió clínica.[1]
- El Centre per al Control i Prevenció de Malalties (CDC) ofereix recomanacions per al diagnòstic i l'informe de la «síndrome inflamatòria multisistemàtica en nens» (MIS-C).[2]
- El Centre Europeu de Prevenció i Control de Malalties (ECDC) ha valorat el risc per als nens de la «síndrome inflamatòria multisistemàtica pediàtrica associada temporalment a la infecció per SARS-CoV-2» (PIMS-TS) com a «baixa» en general (basada en una probabilitat «molt baixa») de desenvolupar aquesta malaltia d'alt impacte).[4]

La condició sembla rara. Els informes disponibles actualment han considerat nens de diverses parts d'Europa i els Estats Units d'Amèrica. No és clar si la condició s'ha reconegut en un altre lloc.

## Causes
A partir de troballes de laboratori, es creu que la condició podria estar relacionada amb la COVID-19. La caracterització de la síndrome és essencial per identificar factors de risc i ajudar a comprendre la causalitat. Una millor comprensió tindrà possibles implicacions en la gestió clínica.
S'ha subratllat que el vincle potencial d'aquesta rara condició amb la COVID-19 «no està establert ni s'entén bé». Una possible associació temporal entre la infecció per SARS-CoV-2 i la presentació clínica de la síndrome sembla plausible. Una avaluació de causalitat va trobar que la «temporalitat» es trobava entre els cinc (sobre nou) criteris de Bradford Hill que donaven suport a una relació de causalitat entre la infecció per SARS-CoV-2 i el desenvolupament de la síndrome.

## Diagnosi
Nens i adolescents
- 0–19 anys amb febre >3 dies

i
- Dos dels següents:

1. Erupció o conjuntivitis bilateral no purulenta o signes d'inflamació
mucocutània (boca, mans o peus)
2. Hipotensió o xoc
3. Característiques de disfunció del miocardi, pericarditis, valvulitis o
anomalies coronàries (inclosos els resultats de l'ecocardiografia o l'elevada
 Troponina / NT-proBNP)
4. Evidència de coagulopatia (per PT, PTT, Dímer-D elevats)
5. Problemes gastrointestinals aguts (diarrea, vòmits o dolor abdominal)

i
- Marcadors elevats d'inflamació, com ara VSG, proteïna C-reactiva
o procalcitonina

i
- No hi ha cap altra causa microbiana òbvia de la inflamació, inclosa la
sèpsia bacteriana, i les síndromes de xoc estafilococ o estreptococ

i
- Evidència de COVID-19 (RT-PCR, test d'antigen o serologia positiva),
o probable contacte amb pacients amb COVID-19

(Nota: Considerar aquesta síndrome en nens amb característiques de la
malaltia de Kawasaki típica o atípica o de la síndrome de xoc tòxic.)
S'ha demanat als metges de tot el món que tinguin en compte aquest trastorn en nens que presentin algunes o totes les característiques de la malaltia de Kawasaki o de la síndrome de xoc tòxic.
L'Organització Mundial de la Salut (OMS) ha publicat un breu informe científic sobre la relació entre la síndrome inflamatòria multisistema i el COVID-19. El document, publicat el 15 de maig de 2020, inclou una definició preliminar del cas de l'OMS per al «trastorn inflamatori multisistemàtica en nens i adolescents», basat en els coneixements disponibles actualment. L'OMS ha establert una plataforma per a dades clíniques normalitzades i anònimes, juntament amb els registres clínics dels casos. L'OMS subratlla la «necessitat urgent de recollida de dades normalitzades que descriuen presentacions clíniques, gravetat, resultats i epidemiologia».
Els Centres per al Control i Prevenció de Malalties (CDC) han recomanat que els proveïdors de salut dels Estats Units d'Amèrica notifiquin a les autoritats de la salut pública dels casos sospitosos de la malaltia, que l'han denominat «síndrome inflamatòria multisistemàtica en nens» (MIS-C).
El Reial Col·legi de Pediatria i Salut Infantil (RCPCH) del Regne Unit, també va emetre orientacions diagnòstiques sobre el diagnòstic, i el CDC els ha proporcionat algunes recomanacions. Segons la RCPCH, el nen pot resultar «positiu» o «negatiu» per a SARS-CoV-2, però cal excloure altres possibles causes microbianes (la definició del cas proporcionada pel CDC especifica que hi ha d'haver existit una exposició a la COVID-19 en les 4 setmanes abans de l'aparició dels símptomes). Altres resultats de laboratori que recolzen el diagnòstic són: nivells anormals de fibrinogen, baix nombre d'albúmina i limfòcits, i nivells elevats de proteïna C-reactiva (PCR), dímers-D i ferritina.

## Tractament
Hi ha poca informació sobre el tractament. S'han utilitzat tractaments antiinflamatoris, inclosos l'immunoglobulina parenteral i els corticoides. L'orientació del RCPCH recomana que es tracti a tots els nens afectats que tinguessin sospita de COVID-19, i per una malaltia lleu o moderada és suficient el tractament simptomàtic.
El RCPHC recomana que s'administri qualsevol teràpia antiviral candidata, sempre que sigui possible, en el context d'un assaig clínic registrat (per exemple, l'estudi RECOVERY). Al Regne Unit, les col·laboracions en curs tenen l'objectiu de garantir que tots els nens infectats puguin participar en un estudi mecanístic com DIAMONDS o ISARIC-CCP (a la Unió Europea, els nens no solen participar en assaigs clínics de nous tractaments amb anticossos antivírics i monoclonals per a la COVID-19 severa).
S'estan considerant estratègies de tractament per prevenir complicacions a llarg termini, com ara aneurismes de les artèries coronàries.

## Epidemiologia
La informació epidemiològica és escassa. S'han registrat nous casos a Europa i als Estats Units d'Amèrica el 2020. Al maig de 2020 havien registrats més de 200 casos als Estats Units (inclòs a Nova York), i fins a 100 casos al Regne Unit, més de 135 casos a França, 10 casos a Suïssa i 10 a Alemanya. A l'11 de maig de 2020, es van notificar cinc víctimes mortals (1 a França, 1 al Regne Unit, 3 als Estats Units).
Els metges de Bèrgam (Itàlia) van informar un aparent augment de 30 vegades de la incidència de la «malaltia semblant a la de Kawasaki» durant les sis primeres setmanes després de l'arribada del coronavirus SARS-CoV-2 a Itàlia (en un moment en què Bèrgam experimentava la taxa més alta d'infeccions i morts al país).
Aquesta condició emergent era una malaltia rara. Una ràpida avaluació del risc realitzada pel Centre Europeu de Prevenció i Control de Malalties (ECDC) va concloure que el risc global per a nens de la Unió Europea, de l'Espai Econòmic Europeu i del Regne Unit es «considera 'baix', basat en una probabilitat 'molt baixa' de [la malaltia] en nens i un impacte 'elevat' d'aquesta malaltia».
Pel que fa a la distribució geogràfica, no és clar si els informes disponibles actualment sobre casos a Europa i Amèrica del Nord reflecteixen un patró real, o si la condició no s'ha reconegut en altres llocs.